# Pseudochondrostoma willkommii
La lasca della Guadiana (Pseudochondrostoma willkommii) è un pesce osseo appartenente alla famiglia Cyprinidae.

## Distribuzione e habitat
Questa specie è endemica della Penisola Iberica meridionale, nei bacini dei fiumi Guadiana, Guadalquivir e Odiel nonché in vari corsi minori. Si trova ad est fino alla città di Malaga.
Frequenta il medio corso dei fiumi, sia in zone con corrente che in acque ferme.

## Descrizione
Si riconosce solo con difficoltà dagli altri rappresentanti del genere Pseudochondrostoma, in base a caratteri come:
- mascella inferiore leggermente arcuata
- numero di scagle lungo la linea laterale
- numero di raggi nella pinna anale
- peduncolo caudale più snello

Raggiunge i 40 cm di lunghezza.

## Biologia
Si tratta di una specie gregaria, soprattutto durante la frega.

### Riproduzione
Avviene in aprile

### Alimentazione
È onnivora.

## Conservazione
Si tratta di un specie considerata vulnerabile dalla Lista rossa IUCN. È minacciata dalla costruzione di dighe che ostacolano le migrazioni riproduttive e dall'introduzione di predatori alloctoni come il luccio, il lucioperca ed il persico trota.

## Tassonomia
Fino ai primi anni 2000 era attribuita al genere Chondrostoma.